# Barthold Moller (Theologe)
Barthold Moller, auch Bartold Moller (* um 1460 in Hamburg; † 12. März 1530 in Rostock) war ein deutscher römisch-katholischer Theologe, Hochschullehrer und Rektor der Universität Rostock.

## Herkunft und Familie
Barthold Moller stammte aus dem Hamburger Hanseatengeschlecht Moller vom Baum. Zur Unterscheidung von anderen gleichnamigen Familien nannte diese Familie sich nach dem Hülsenbaum in ihrem Wappen vom Baum.
Mollers Vater war der Kirchgeschworene an Sankt Petri Lütke Moller. Der designierte Bischof von Lübeck Ludolf Moller († 1509), der Hamburger Domherr Johann Moller und der Hamburger Senator und Amtmann in Ritzebüttel Vincent Moller († 1554) waren seine Brüder.

## Leben
In Hamburg geboren, studierte Moller ab dem Wintersemester 1485/86 unter Albert Krantz an der Universität Rostock.
Auf dem Wege von Hamburg nach Rostock soll Bertholdus Moller von 1480 bis 1485 noch Propst im Kloster Dobbertin gewesen sein.
Die erste Lebenshälfte Mollers stand ganz im Zeichen der Universität und der humanistischen Reform. Dort wurde er 1488 Bakkalar und 1491 Magister art. et. theol. baccalarius. Vor 1511 promovierte er zum Doktor der Theologie und wurde später Professor der Philosophie und Theologie.
Zu Konflikten kam es in der Theologischen Fakultät, als Barthold Moller als einziger ordentlich gewählter Professor das Doppelte aus der Universitätskasse erhielt, aber nur drei Vorlesungen hielt.
Von 1502 bis 1504 vertrat er seinen in Italien weilenden Freund Dr. theol. Boger im Rostocker Domdekanat. Mit dem Rostocker Stadtsekretär und Buchdrucker Hermann Barckhusen war er ebenfalls befreundet, bei ihm wurde 1505 sein seltener großer Donat gedruckt. 1506 überwachte Moller hier auch die Herausgabe von Albert Krantz Culta et succincta grammatica und vom Spirantissimum opusculum in officium missae.
Im Jahr 1505/06 wurde er zum ersten Mal Rektor der Rostocker Universität. Danach 1511/12, 1512/13, 1516/17, 1519, 1519/20, 1528/29 und 1529/30. Vizerektor war Moller 1507 und 1512 in Personalunion.
1508 wurde Moller zum Dekan des Kollegiatstifts an der Rostocker St.-Jakobi-Kirche gewählt. Damit wurde er zugleich Pfarrer der Jakobikirche, Mitglied des mecklenburgischen Landtages und Rat der Herzöge von Mecklenburg und zählte zu den bedeutendsten Geistlichen Norddeutschlands.
Im Jahr 1516 war er Subkommissar des Ablassverkäufers Giovanni Angelo Arcimboldi an den Rostocker Kirchen. 1523 war Moller einer der fünf mecklenburgischen Prälaten, die die Union der Landstände mit untersiegelten.
Im Jahr 1525 wurde Moller für den verstorbenen Johann Engelin zum Lector primarius am Hamburger Dom gewählt. 1526 trat er dieses Amt an, legte sich aber in Hamburg als Katholik unter anderem mit seinem ehemaligen Schüler Stephan Kempe in den Reformationsstreitigkeiten an. Nach der Disputation am 28. April 1528 wurden viele katholische Priester in Hamburg aus der Stadt verwiesen. Moller gehörte nicht dazu, verließ aber freiwillig am 19. Mai 1528 die Stadt und kehrte nach Rostock zurück.
Dort nahm er seine frühere Stellung als Professor der Theologie ein und wurde 1529 wieder zum Rektor der Universität gewählt.
Als Rektor starb Moller am 12. März 1530 in Rostock. Sein Mitstreiter, der Kartäuser Johannes Kruse verfasste seine Leichenpredigt und klagte, dass zum Leichenbegräbnis ein großer lärmender Haufen zusammen strömte, zu Mollers Grab vordrang und den Leichnam verhöhnte.
Moller galt als einer der eifrigsten Gegner der Reformation in Rostock und Hamburg.

## Werke (Auswahl)
- Familiaris Elucidatio Vtriusque editionis Donati Grãmatici Edita et exercitata Rostochii Per Magistrũ Bartoldũ Molitoris Jn Pedagogio Porte celi. Anno Salutis Millesimo Quadringentesimo Nonagesimonono Omnibus Adolescentulis studiosis nõ minus necessaria qua vtilis. Hermann Barkhusen, Rostock 1505 (Digitalisat auf den Seiten der Universitäts- und Landesbibliothek Sachsen-Anhalt).